# شهرستان داوو (هوبئی)
شهرستان داوو (به انگلیسی: Dawu County) یک شهرستان در چین است که در شیاوگان واقع شده‌است. شهرستان داوو ۶۱۴٬۹۰۲ نفر جمعیت دارد.